# Echeveria stolonifera
Echeveria stolonifera là một loài thực vật có hoa trong họ Crassulaceae. Loài này được (Baker) Otto miêu tả khoa học đầu tiên năm 1873.